# احمد بن عبیه
شهاب‌الدین احمد بن محمد مَقدسی اَثری شهرت‌یافته به احمد بن عُبَّیِّه (۳۰ دسامبر ۱۴۲۷ - ۵ دسامبر ۱۴۹۹م) قاضی، فقیه و شاعر عربی فلسطینی بود. ابتدا در زادگاهش قدس دانش آموخت و مدتی قاضی همان‌جا منصوب شد. مصیبتی برای او پیش آمد و وابستهٔ کلیسای قیامت گشت. به دمشق کوچید و آنجا در مسجد جامع اموی به وعظ پرداخت. او را عالمی واعظ و شاعری وُجدانی وصف کرده‌اند.